# 陸貉
陸貉（?—?），字載商，號次公。
生平年不詳。歷任山東東昌和撫州（江西省）通判。王士禎任江南鄉試同考官時，陸貉出其門下。王士禎赞誉称“玉茗重开风景地，丹青长忆绔罗人。”著有《豫游杂咏》1卷。